# Philippimyia
Philippimyia là một chi ruồi trong họ Syrphidae.